# 토요타 입섬
토요타 입섬(Toyota Ipsum)은 토요타 자동차의 미니밴이다.

## 1세대

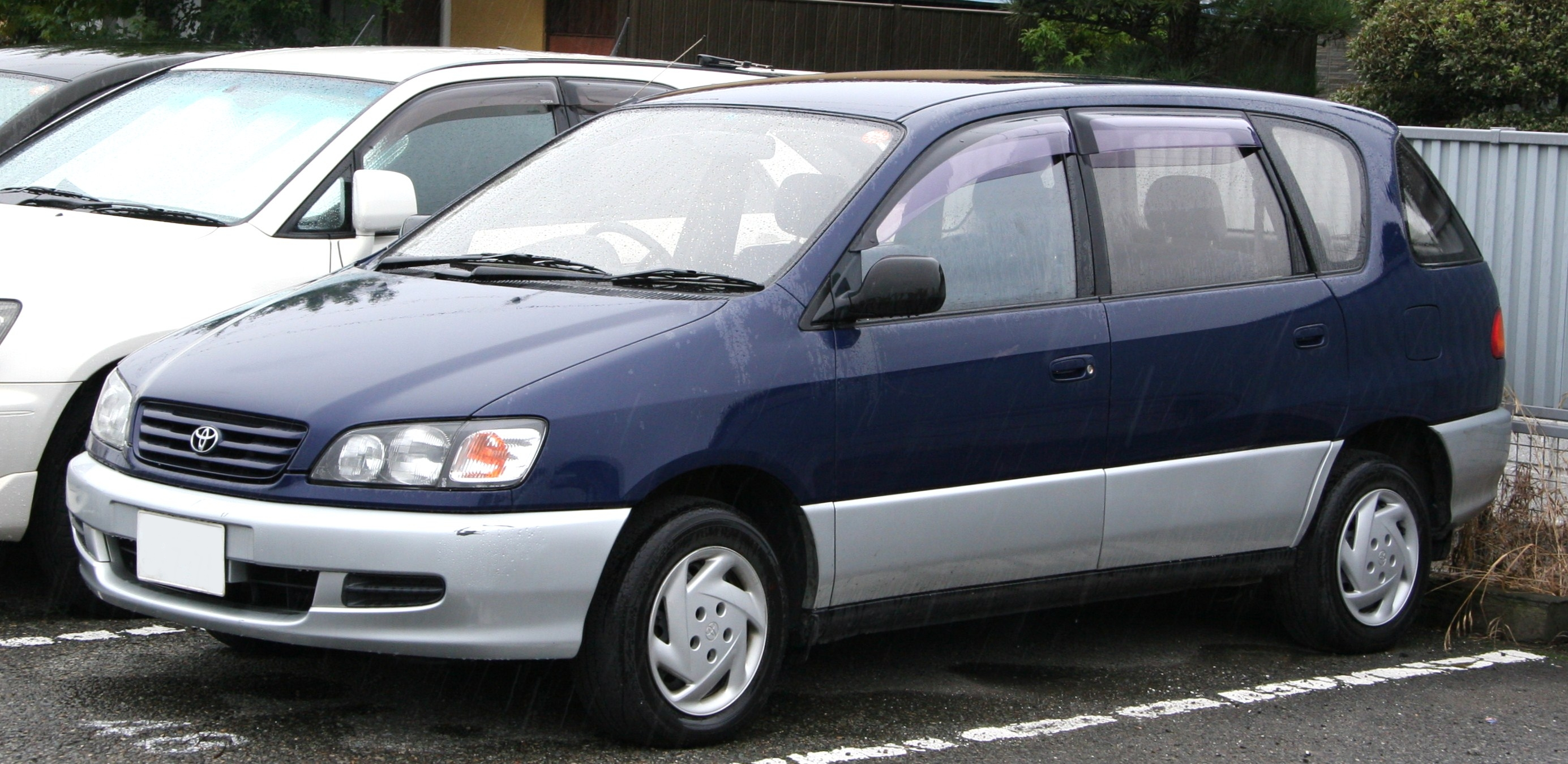
토요타 입섬 정측면

1996년 5월에 출시되었다. 코로나 프레미오를 베이스로 한 7인승 미니밴으로 개발되었다. 2,000cc의 3S-FE 가솔린 엔진과 2,200cc의 3C-TE 디젤 엔진을 탑재했다. 5 넘버 사이즈이기 때문에 차체가 작았다. 1세대는 목표보다 훨씬 웃도는 판매 대수를 기록해 인기를 모았다. 기아 카렌스(1세대)의 벤치 마킹 대상으로 알려졌다. 수출명은 피크닉이였다. 가이아와는 형제 차종이다.

## 2세대

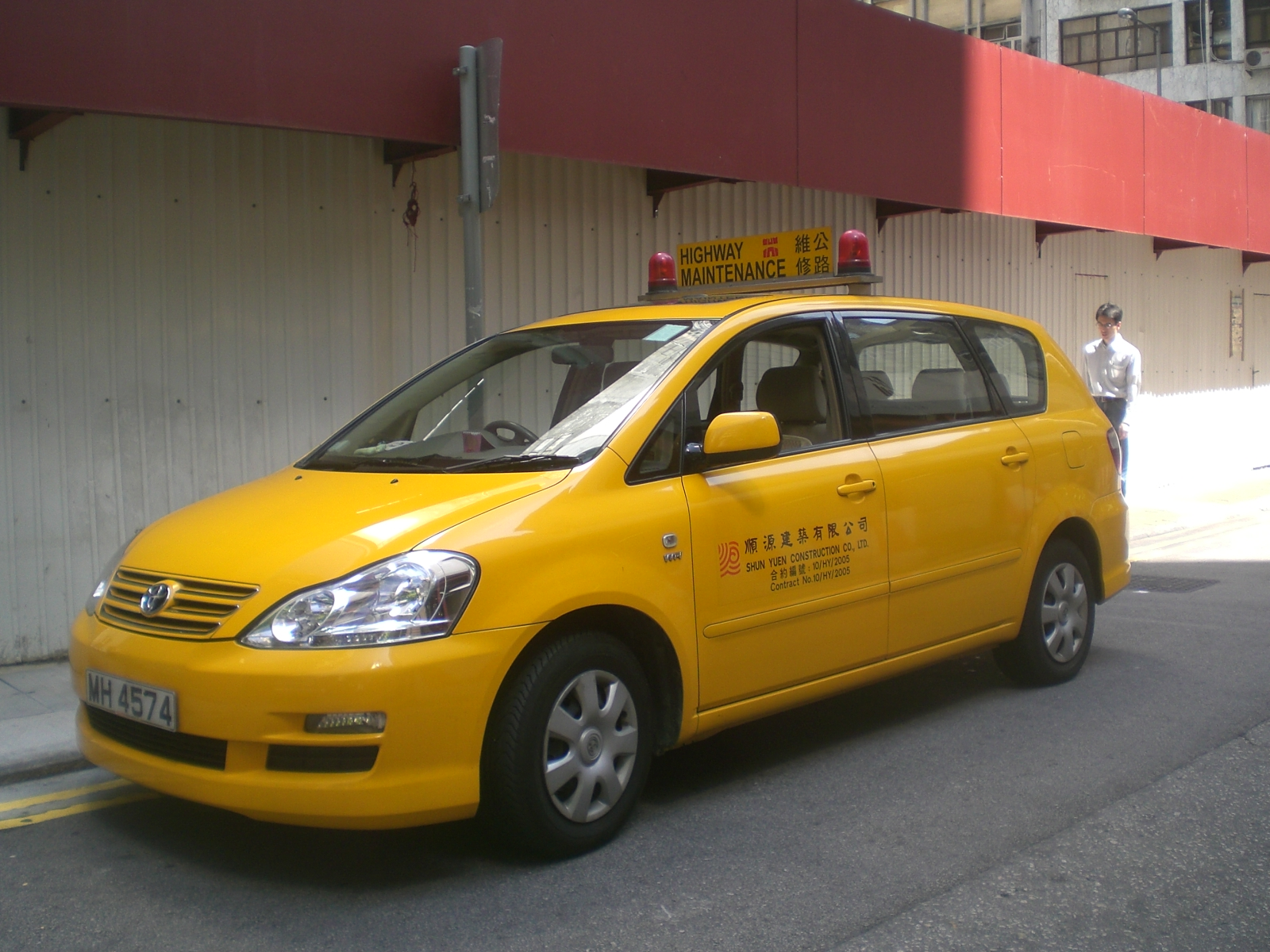
토요타 입섬 정측면

2001년 5월에 출시되었다. 2세대는 2,400cc의 2AZ-FE 가솔린 엔진을 탑재했고, 차체 크기도 크게 키워 전폭이 1,700mm를 넘는 3 넘버 사이즈가 되었다. 일본을 제외한 일부 아시아 국가에서는 피크닉이라는 이름으로 팔렸고, 유럽에서는 어벤시스의 파생 차종으로 어벤시스 베르소라는 이름으로 팔렸다. 2003년부터 판매 대수가 감소되어서 2010년에 베르소에 통합되는 형태로 단종되었다.